# 국악이 좋다
국악이 좋다는 전주MBC FM4U(FM 99.1㎒)에서 매주 일요일 오전 11시부터 낮 12시까지 방송했던 종영 국악 프로그램이다. 2022년 11월 20일 자로 2년만에 폐지되었다.